# Katarzyna Pawłowska
Katarzyna Pawłowska (nascida em 16 de agosto de 1989), também conhecida como Kasia Pawłowska, é uma ciclista polonesa. Ela competiu representando seu país, Polônia, nos Jogos Olímpicos de Verão de 2012 em Londres, onde terminou em décimo primeiro na prova de estrada individual feminina.